# منطقه مادره ده دیوس
منطقه مادره ده دیوس (به اسپانیایی: Madre de Dios Region) یک منطقه در پرو است.
مساحت این منطقه  ۸۵۳۰۰٫۵۴ کیلومتر مربع و جمعیت آن ۱۰۹۵۵۵ نفر است.